# Wappen Haitis

Wappen von Haiti

Wappen zur Zeit der Duvaliers

Das Staatswappen Haitis wurde bereits 1807 angenommen, in der hier abgebildeten Form ist es jedoch erst seit 1986 in Gebrauch.
Das Wappen zeigt eine Flaggendrapierung, vor der eine Palme und neben der sich Kanonen auf einem grünen Rasenstück nebst Pulverhörnern und Ladestöcken befinden. Darauf befindet sich ein Sammelsurium diversester Gegenstände, so etwa eine Trommel, ein Clairon, Gewehre und Anker versenkter Schiffe sowie zerrissene Ketten. Oben auf der Palme steckt die rot-blaue Jakobinermütze als Symbol der Freiheit.
Vor all dem befindet sich ein Banner mit dem Nationalmotto Haitis: L’Union Fait La Force (frz., „Einigkeit gibt Stärke.“) bzw. in der kreolischen Fassung: MEN ANPIL, chay pa lou (Viele Hände – und die Last ist nicht schwer.).
Während der Herrschaft der Duvaliers, als auch die Farben der Nationalflagge geändert wurden, hatten die auf dem Wappen dargestellten Flaggen eine andere Farbgebung.